# ロデリック・ソープ
ロデリック・ソープ（Roderick Mayne Thorp, Jr. , 1936年9月1日 - 1999年4月28日）は、アメリカ合衆国の小説家。

## 来歴
ニューヨーク・ブロンクス区生まれ。
1966年に探偵ジョー・リーランドを主人公にした推理小説“The Detective”を発表した。本作はエージェントから情報を得たロバート・エヴァンズが映画化を買い、20世紀フォックスのリチャード・D・ザナックに持ち込むが、自分がパラマウントからスカウトされた事で放棄。1968年にフランク・シナトラ主演で映画化。邦題が『刑事』である。
この続編として1979年に発表した“Nothing Lasts Forever”（邦訳『ダイ・ハード』）は1988年、映画『ダイ・ハード』の原作となった。これは1975年に映画『タワーリング・インフェルノ』を見た後、ビルの中で銃を持った男達に追い回される夢を見たのを元に書かれたものである。
1999年4月28日、心筋梗塞のため、カリフォルニア州オックスナードで死去、62歳。

## 作品リスト
- Into the Forest (1961)
- The Detective (1966)
- Dionysus (1969)
- The Music of Their Laughter: An American Album (1970)
- Wives: An Investigation (1971)
- Slaves (1973)
- The Circle of Love (1974)
- Westfield (1977)
- Nothing Lasts Forever（邦訳『ダイ・ハード』） (1979)
- Jenny and Barnum: A Novel of Love (1981)
- Rainbow Drive (1986)
- Devlin (1988)
- River: A Novel of the Green River Killings (1995)

## 映画化作品
- 刑事 The Detective (1968)
- ダイ・ハード Die Hard (1988) “Nothing Lasts Forever”が原作
- スーパーコップ90 Rainbow Drive (1990)
- ガンドッグ/復讐の導火線 Devlin (1992)